# Trichosilia boreana
Trichosilia boreana är en fjärilsart som beskrevs av Lafontaine 1986. Trichosilia boreana ingår i släktet Trichosilia och familjen nattflyn. Inga underarter finns listade i Catalogue of Life.